# 岡田善政

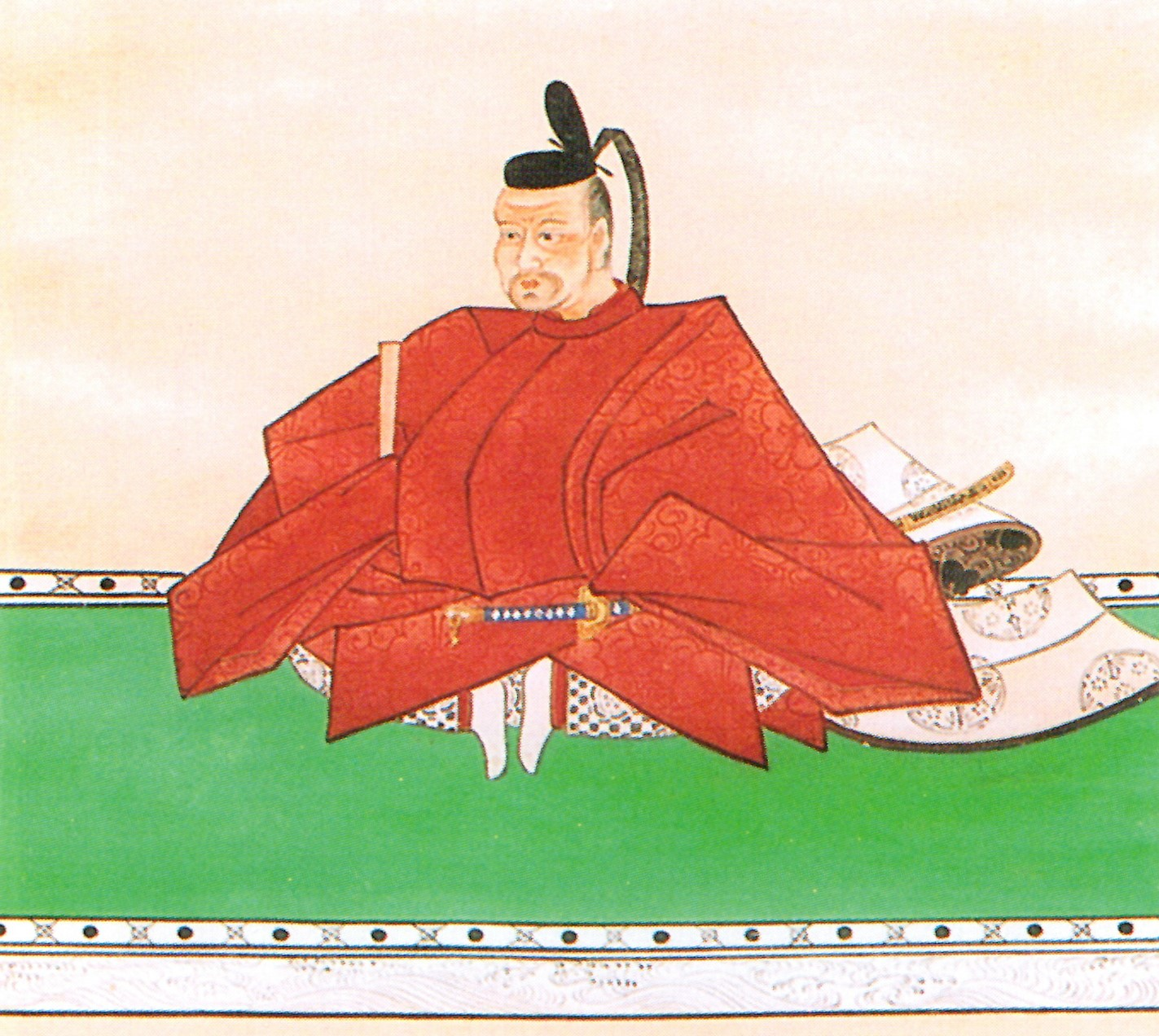
岡田善政像(大永寺蔵)

岡田 善政（おかだ よしまさ、1605年（慶長10年） - 1677年7月1日（延宝5年6月2日））は、江戸時代初期の美濃国の旗本。美濃国代官（美濃郡代）。勘定奉行。官職は豊前守。祖父は岡田重善、父は岡田善同。母は朝鮮女性という説あり。正室は佐久間勝之の娘。子に岡田善房、岡田善次、岡田重治、堀利安、岡田重元、岡田善紀らがいる。父善同とともに岡田将監（おかだしょうげん）を名乗っている。

## 経歴
美濃国生まれという。寛永8年（1631年）、父である岡田善同の後を継ぎ、美濃国代官（後に奉行）となる。治水奉行として尾張国の御囲堤築堤の際の美濃国側の工事を指揮する。当初の陣屋は、可児郡徳野（現可児市徳野）の旧徳野藩の徳野陣屋を使用していたが、慶安3年（1650年）の洪水による木曽川の堤防工事のために、交通の便の良い羽栗郡傘町（現羽島郡笠松町）に仮陣屋を置く。これが後の笠松陣屋となる。また、このころの治水で考え出されたのが猿尾堤である。
岡田善同と同様、農民保護政策や治水事業に力を入れ、美濃国の独自の国役普請制度「濃州国法」を制定、運用する。濃州国法は、通常、治水事業に徴発される人足は、村々に一定の割合で課せられていたため農民に大きな負担となっていたのを、人足役を普請所への遠近によって人足の負担の差を認め、さらに人足負担に替えて工事資材の納入を許可した代人足制を認めたなどの制度であり、農民の負担を大幅に軽減したという。万治3年（1660年）、幕府勘定奉行となり、約10年務めている。

## 満足和歌集にある善政の文
「まさしくたもつといふ年の三年(正保三年)葉月はじめのほど、江戸を出侍り、十六日まごめの峯くだるより、みのゝ國を見おろして、今ぞ心おちゐにける。その夜は大井の里(中山道の大井宿)にとまる。此所は慶長の末つかたまでは、伊勢の翁(父の岡田伊勢守善同)のあづかり所にて、たびたびきかよふ里なり。今やどる家のあるじも、むかしのずさなり。ふる人も此家にやどりなれ給ひてしとおもひ出づれば、庭のやり水かけとまる心ちらして涙もよゝと流れそひぬ。物語に、あかしのあま君、おやそんわうの後を尋ねて、年へてのぼり住みける都にちかき大井の宿、むらさき式部が筆のすさびも思ひ出られて」「くみてしる都の宿のあはれさは　こゝも大ゐの里のいさら井」岡田豊前守善政